# Port of New York and New Jersey

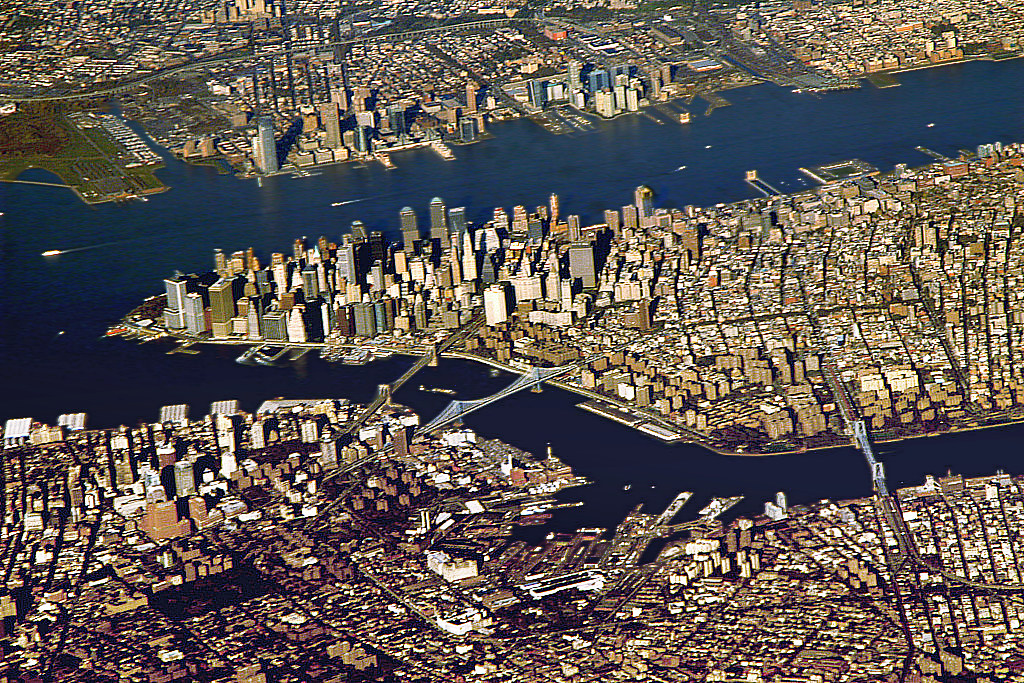
Hamnen.

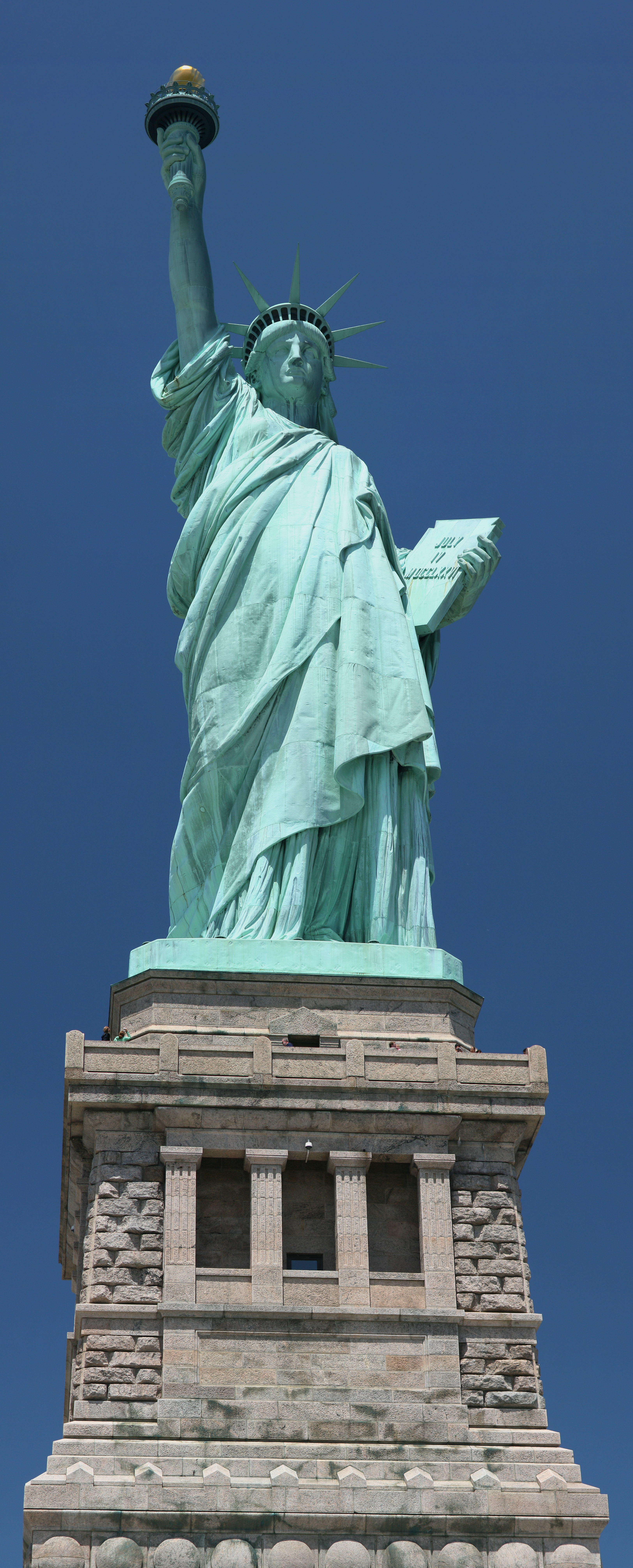
Frihetsgudinnan.

Port of New York and New Jersey är ett hamnområde i storstadsområdet New York–Newark. Det ligger längsmed kusterna i New York och New Jersey, och anses vara en av världens största naturliga hamnar,
Hamnen drivs av Port Authority of New York and New Jersey som är en gemensam myndighet mellan delstaterna New York och New Jersey.

### Fotnoter
1. ↑  "Port in a Storm: The Port of New York in World War II" Arkiverad 29 april 2014 hämtat från the Wayback Machine., Joseph F. Meany Jr. & al., NY State Museum, 1992-1998.